# Municipio de Wilson (condado de Gentry)
El municipio de Wilson (en inglés: Wilson Township) es un municipio ubicado en el condado de Gentry en el estado estadounidense de Misuri. En el año 2010 tenía una población de 388 habitantes y una densidad poblacional de 3,05 personas por km².

## Geografía
El municipio de Wilson se encuentra ubicado en las coordenadas 40°19′48″N 94°32′32″O / 40.33000, -94.54222. Según la Oficina del Censo de los Estados Unidos, el municipio tiene una superficie total de 127.11 km², de la cual 127,11 km² corresponden a tierra firme y (0 %) 0 km² es agua.

## Demografía
Según el censo de 2010, había 388 personas residiendo en el municipio de Wilson. La densidad de población era de 3,05 hab./km². De los 388 habitantes, el municipio de Wilson estaba compuesto por el 97,16 % blancos, el 1,8 % eran afroamericanos, el 0,26 % eran asiáticos y el 0,77 % eran de una mezcla de razas. Del total de la población el 0 % eran hispanos o latinos de cualquier raza.